# Скоти Вилбекин
Скоти Џордан Вилбекин (енгл. Scottie Jordan Wilbekin; Гејнсвил, Флорида, 5. април 1993) амерички је кошаркаш. Игра на позицији плејмејкера, а тренутно наступа за Фенербахче. Наступао је као натурализовани кошаркаш за репрезентацију Турске од 2018. до 2023.

## Клупска каријера
Вилбекин је од 2010. до 2014. године похађао Универзитет Флорида на коме је играо за екипу Флорида гејторса. У сезони 2013/14. Гејторси су стигли до NCAA фајнал фора, а Вилбекин је у оквирима SEC конференције изабран за играча године и члана прве поставе идеалног тима. На НБА драфту 2014. није изабран.
Први професионални уговор потписао је у августу 2014. и то са аустралијским Кернс тајпансима. У марту 2015. преселио се у Грчку и задужио дрес атинског АЕК-а до краја сезоне. Од 31. октобра 2015. је био играч Дарушафаке. Са Дарушафаком је у сезони 2017/18. освојио Еврокуп и добио је награде за најкориснијег играча финала и за најкориснијег играча сезоне. У јулу 2018. је потписао за Макаби из Тел Авива. У екипи Макабија је провео наредне четири сезоне и током тог периода је три пута био првак Израела. У јуну 2022. је потписао за Фенербахче.

## Репрезентација
У јуну 2018. године Вилбекин је добио турско држављанство. Са репрезентацијом Турске је наступао на Светском првенству 2019. у Кини.

## Успеси

### Клупски
- Дарушафака:
  - Еврокуп (1): 2017/18.
- Макаби Тел Авив:
  - Првенство Израела (3): 2018/19, 2019/20, 2020/21.
  - Куп Израела (1): 2021.
  - Лига куп Израела (2): 2020, 2021.
- Фенербахче:
  - Првенство Турске (1): 2023/24.
  - Куп Турске (1): 2024.

### Појединачни
- Најкориснији играч Еврокупа (1): 2017/18.
- Најкориснији играч финала Еврокупа (1): 2017/18.
- Идеални тим Еврокупа — прва постава (1): 2017/18.